# 章雲鷺
章雲鷺，字紫義，順天府宛平縣（今北京市）人。清初政治人物。

## 生平
順治二年（1645年），章雲鷺舉乙酉科順天鄉試，順治四年（1647年）登丁亥科三甲進士。選庶吉士，散館授檢討，曾任國子監祭酒。官至兵部督捕侍郎。